# Keith Ferguson
Keith James Ferguson (Los Angeles, Californië, 26 februari 1972) is een Amerikaans (stem)acteur en komiek, die onder andere bekend is van de stem van het personage Blooregard Q. Kazoo in de Cartoon Network-serie Fosters Home for Imaginary Friends, en het personage Bliksem McQueen in de eerste edities van de korte animatiefilms in de televisieserie Cars Toons en het videospel Disney Infinity. Ferguson sprak de stem in van Han Solo voor de film The Lego Movie uit 2014.
In 2023 sprak Ferguson de stem in van de prins uit Cinderella voor de korte film Once Upon a Studio.